# برايان فيتزباتريك (سياسي)
برايان فيتزباتريك (بالإنجليزية: Brian Fitzpatrick)‏ هو محامي ومحاسب وسياسي أمريكي، ولد في 17 ديسمبر 1973 في الولايات المتحدة. حزبياً، نشط في الحزب الجمهوري.

## مناصب
- في انتخابات مجلس النواب الأمريكي 2016، انتخب عضو مجلس النواب الأمريكي عن دائرة الدائرة الكونغرسية الثامنة لبنسيلفانيا [الإنجليزية]‏ وقد انضم خلال فترته النيابية [الإنجليزية]‏ (3 يناير 2017 – 3 يناير 2019)  للكتلة البرلمانية الحزب الجمهوري.
- انتخب Assistant United States Attorney [الإنجليزية]‏.
- انتخب محقق خاص [الإنجليزية]‏.
- انتخب مساعدة قضائية [الإنجليزية]‏ (2001 – 2002).
- انتخب عضو مجلس النواب الأمريكي (3 يناير 2017 – ).

## وصلات خارجية
- الموقع الرسمي